# Serindien

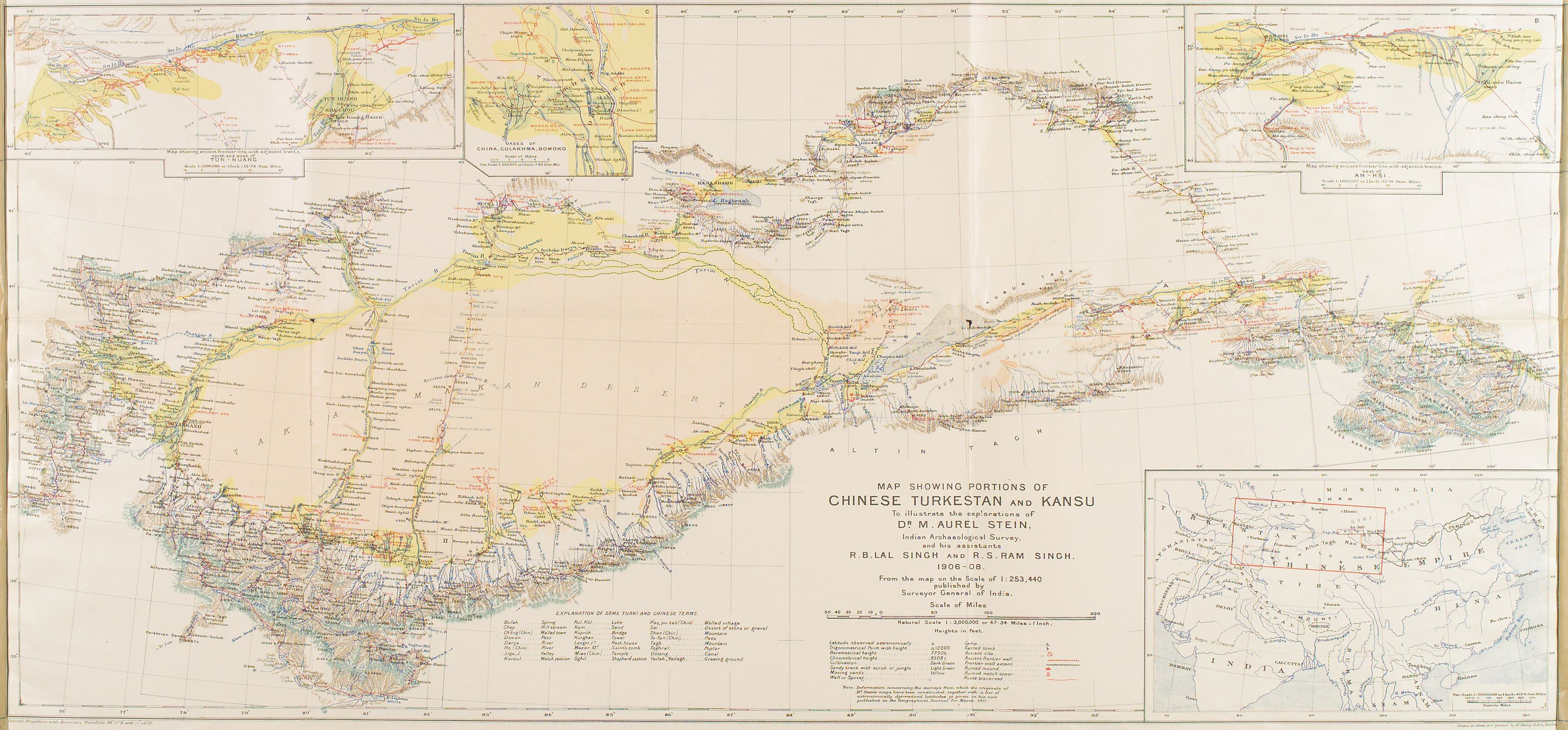
Karte aus Serindia von Aurel Stein, 1922

Das Wort Serindien (englisch Serindia – von dem Entdecker Aurel Stein geprägt) ist ein aus Seres (China) und Indien zusammengesetzter Begriff und bezieht sich auf den Teil Asiens, der auch als Xinjiang (Sinkiang), Chinesisch-Turkestan, Kaschgarien, Chinesisch-Zentralasien oder unter mehreren weiteren Namen bekannt ist.
Die Kunst dieser Region ist als serindische Kunst (vgl. Gandhara) bekannt.